# Dušan Alimpić
Dušan Alimpić (serbokroatisch-kyrillisch Душан Алимпић; * 4. Januar 1921 in Bačka Palanka, Königreich Jugoslawien, heute: Vojvodina; † 18. September 2002 in Novi Sad, Vojvodina) war ein Politiker des Bundes der Kommunisten Jugoslawiens (BdKJ) in der Sozialistischen Föderativen Republik Jugoslawien (SFRJ), der unter anderem zwischen 1972 und 1981 Vorsitzender des Bundes der Kommunisten der Vojvodina sowie von 1984 bis 1985 Präsident der Bundesversammlung der SFRJ war.

## Leben
Dušan Alimpić, Sohn des Politikers und Schriftstellers Dušan Đ. Alimpić (1873–1930), engagierte sich seit 1938 als Aktivist der Jugendwirtschafts- und Kulturbewegung und seit 1940 als Sekretär des Komitees der Union der Kommunistischen Jugend Jugoslawiens in seinem Geburtsort Bačka Palanka. Im Mai 1941 wurde er Mitglied der Kommunistischen Partei Jugoslawiens und einer der Organisatoren des bewaffneten Aufstands 1941 in der Region. Im Herbst 1941 wurde er Sekretär des Bezirksausschusses der KPJ der Sektion Bačko Palanka und im Februar 1942 Sekretär des Stadtausschusses der SKOJ von Novi Sad. Ab Mai 1943 war er Kompaniechef der Srem-Abteilung und im Hauptstab der Volksbefreiungsarmee NOV und Politoffizier der Vojvodina für die Aufrechterhaltung der militärisch-politischen Beziehungen zwischen Srem und Bačka. Seit März 1944 ist er Kommissar der Dritten Partisanenabteilung Bačka-Baranja.
Nach der Befreiung Jugoslawiens im Zweiten Weltkrieg und der Gründung der Sozialistischen Föderativen Republik Jugoslawien arbeitete er in der Staatssicherheit von Bačka Palanka und Novi Sad sowie im Sekretariat für innere Angelegenheiten der Sozialistischen Republik Serbien. Er war Präsident des Bezirkskomitees der Sozialistischen Front der Werktätigen von Novi Sad, Sekretär der Bezirks- und Stadtkomitees der Bundes der Kommunisten Serbiens in Novi Sad und Mitglied des Sozialpolitischen Rates des Bundes.
Als Nachfolger von Mirko Čanadanović wurde Alimpić am 24. Dezember 1972 Vorsitzender des Bundes der Kommunisten der Vojvodina und bekleidete diese Funktion bis zum 28. April 1981, woraufhin Boško Krunić ihn ablöste. Im Mai 1973 wurde er außerdem kraft Amtes Mitglied des Präsidiums des Zentralkomitees (ZK) des Bundes der Kommunisten Jugoslawiens (BdKJ) und als solches auf dem X. Parteikongress (27. bis 30. Mai 1974) und dem XI. Parteikongress (20. bis 23. Juni 1978) bestätigt. Er gehörte dem Präsidium des ZK zunächst bis zum 28. April 1981 an und war zwischen dem 1. Oktober 1981 und dem XII. Parteikongress (26. bis 29. Juni 1982) noch einmal Mitglied des Präsidiums des ZK.
Zuletzt übernahm er am 15. Mai 1984 als Nachfolger von Vojo Srzentić das Amt als Präsident der Bundesversammlung, des aus dem Rat der Republiken und Provinzen (88 Delegierte) und dem Bundesrat (220 Delegierte) bestehenden Parlaments der SFRJ. Für seine Verdienste wurde er mit dem Orden der Republik Jugoslawien sowie der Gedenkmedaille der Partisanen von 1941 ausgezeichnet.

## Hintergrundliteratur
- Václav Štěpánek: Jugoslávie – Srbsko – Kosovo. Kosovská otázka ve 20. století, Band 396, 2016 (Onlineversion; Auszug)